# Різновиди німецької мови
Під різновидом мови (нім. Varietät) у загальному сенсі розуміють функціонуючу в певний час, в певному місці і в певній групі людей варіант мови, має деякі відмінності від інших варіантів. Інакше кажучи, будь-яка мова (в силу своєї неоднорідності, плюрицентричности) можна розділити на складові його великі варіанти, що характеризуються особливостями фонетики, граматичної будови, лексики та слововживання.
У німецькому мовознавстві під виразом «різновид мови» у вузькому сенсі прийнято розуміти національні мовні варіанти (Staatsvarietät) з урахуванням їх належності до певних діалектів. У широкому сенсі до різновидів німецької мови можна зарахувати всі варіанти, включаючи власне стандартна німецька мова, побутово-розмовні форми, національні варіанти, діалекти і групи діалектів, соціо- і регіолекти, контактні мови і т. д.

## Літературна мова
У всіх німецькомовних країнах визнана стандартна (літературна) німецька мова (Standarddeutsch, deutsche Literatursprache), який в залежності від країни має власні особливості. Саме цей варіант увазі, коли говорять про німецькою мовою. Поняття «стандартна мова» (Standardsprache) і «літературна мова» (Literatursprache) нерівнозначні, однак розглядаються як синоніми, якщо мова йде про позначенні єдиної мови всіх носіїв німецької мови. 
Стандартна мова — це кодифікована мова, для якої характерні чіткі правила. У цьому ключі поняття «стандартна німецька», званий також високонімецьким, і «стандартний варіант» збігаються, оскільки і те, і інше означає нормовану німецьку мову по відношенню до його ненормованим діалектів або побутово-розмовних форм. Літературна мова — це мова літератури, тому дане поняття слід відносити виключно до письмової мови німецької літератури. Зовсім інше значення надається поняттю загальнонімецької мови (Gemeindeutsch), яка позначає мову для всіх без винятку німецькомовних країн безвідносно до особливостей його вживання в кожній з них. Різноманітність термінології, що позначає форми німецької мови, часто викликає плутанину, так як кожен лінгвіст розуміє їх по-своєму або вкладає в кожне поняття свій вузький зміст.

## Національні варіанти

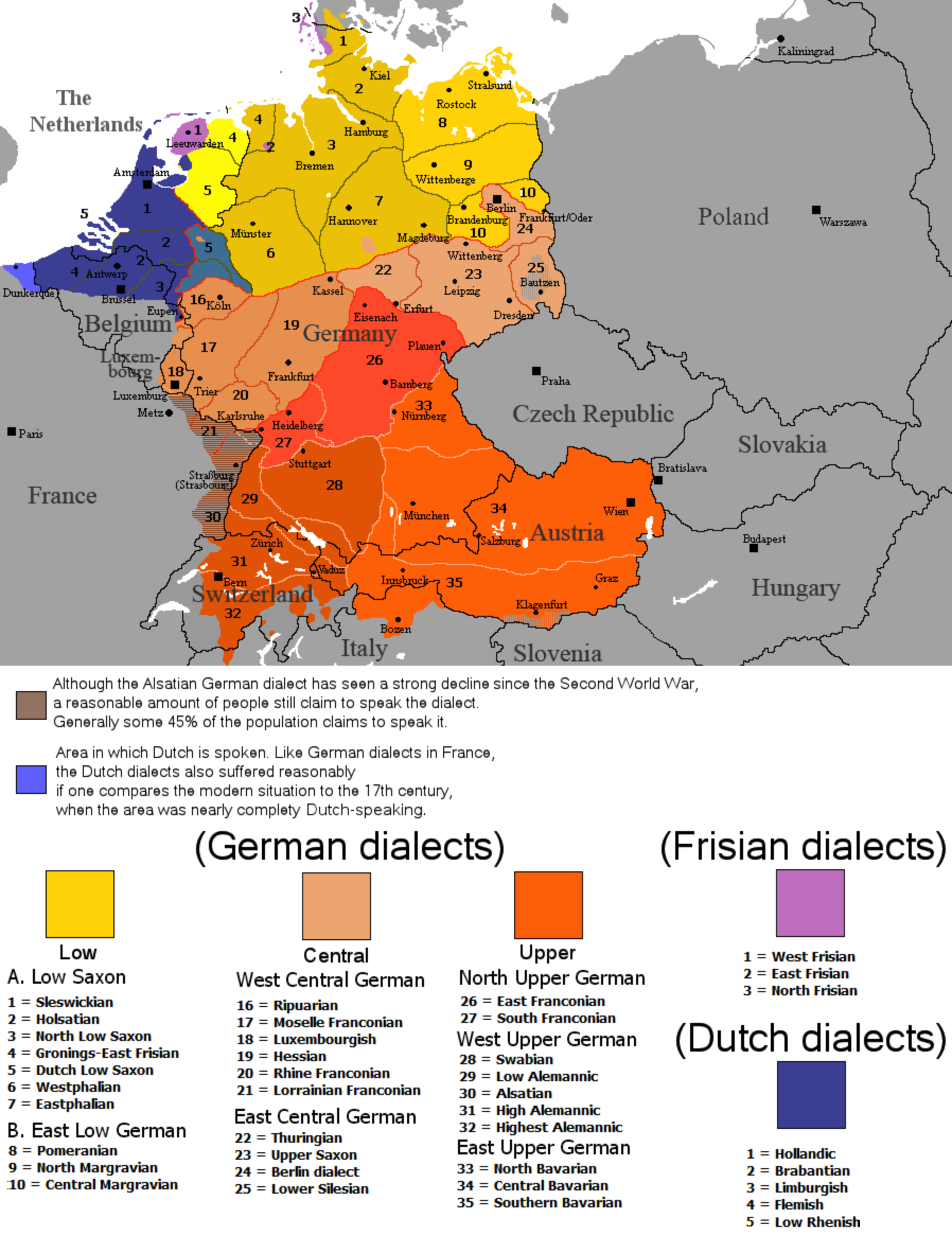
Карта національних варіантів німецької мови

Німецька мова у кожній країні має власні особливості вживання. Так, у південно-мовному просторі швейцарці німецькомовних кантонів використовують власний швейцарський варіант (Schweizer Hochdeutsch), що сформувався під впливом алеманських діалектів. Для нього характерне використання гельвіцизмів. В Австрії з часом сформувався австрійський варіант німецької мови (Österreichisches Deutsch), що має також власні фонетичні та лексичні особливості, зокрема — наявність австріцизмів. До обох варіантів зазвичай застосовується поняття «національний варіант».
Найбільше число різновидів зосереджено в Федеративній республіці Німеччини, на території якої розташовані всі три діалектні групи (південнонімецька, середньонімецька, нижньонімецька), а також нижньофранкські діалекти на північному заході, на кордоні з Нідерландами. Єдиної мови для всіх німців з одними тевтонізмами не існує, однак для позначення німецької мови в Німеччині часто вживають поняття бундесдойч (Bundesdeutsch).
Також власні варіанти німецької мови поширені в Ліхтенштейні, Люксембурзі, Східній Бельгії, Південному Тіролі. Однак через відсутності норм або з інших причин їх не відносять до самостійних варіантів. За Аммону, кожен з варіантів цих країн формувався у власному середовищі, ввібрав в себе специфіку життя кожного народу, піддавався впливу різних мовних і соціальних чинників, що призвело до відносної відособленості варіантів один від одного, а також до складнощів у взаєморозумінні носіями діалектів та варіантів один одного.

### Австрійський варіант
Нормування австрійського варіанту сталося в 1951 році з появою Австрійського словника, хоча реальні відмінності між німецьким в Німеччині та німецьким в Австрії з'явилися ще в XVIII столітті і, мабуть, розвивалися при Габсбургах. Вперше увагу на це звернув лінгвіст Йоганн Зігмунд Попович. Після відділення Австро-Угорщини тенденції до посилення мовного сепаратизму зросли, і їх не змогли зупинити дві орфографічні конференції (1876 і в 1901 років). Незважаючи на те, що Австрійська конституція в ст. 8 не вказує на права варіанти, його реальне поширення досить широке.

### Швейцарський варіант
На відміну від австрійського варіанту, швейцарський займає ще сильніші позиції, так як сфера його вживання значно ширше. Варіант використовують як у розмовній, так і на письмі (зокрема, в ЗМІ, рекламі та управлінні). Вважається, що варіант розвивався з швейцарського діалекту, який, у свою чергу, є одним з алеманнських діалектів. Свою роль у розвитку варіанти відіграли запозичення. Варто також зауважити, що (як і у випадку з австрійським варіантом) статус швейцарського варіанту не закріплений у ст. 70 Конституції.

### Бундесдойч
Від австрійського та швейцарського варіантів виразно відрізняється варіант німецької мови в Німеччині, званий «бундесдойч». У повсякденному сенсі ця назва означає «німецький федеральний», тобто німецька мова ФРН. До возз'єднання Німеччини в 1990 році бундесдойч протиставлявся також мові в НДР, для якого були характерні власні лексичні особливості.

## Діалекти
Під різновидом мови (нім. Varietät) у загальному сенсі розуміють функціонуючу в певний час, в певному місці і в певній групі людей варіант мови, має деякі відмінності від інших варіантів. Інакше кажучи, будь-яка мова (в силу своєї неоднорідності, плюрицентричности) можна розділити на складові його великі варіанти, що характеризуються особливостями фонетики, граматичної будови, лексики та слововживання.
Істотним критерієм діалекту є його обмеженість ізоглосами, що відрізняє його від національного варіанта, межі якого — територіально-політичні. Діалект має власне поділ, незалежно від країни поширення. При такому підході стає очевидним, що один і той же діалект може розглядатися в рамках відразу двох національних варіантів. Наприклад, нижньо- і верхньоалеманські діалекти поширені на території Швейцарії і Німеччини, проте в Швейцарії ці діалекти віднесені до швейцарського діалекту (і побічно — до швейцарського варіанту), а в Німеччині вважаються «федеральними».
Існують і інші складності розмежування діалекту від інших різновидів, які вирішуються науковим консенсусом або традицією. Наприклад, берлінський діалект, який можна розглядати як суміш декількох розмовних мов, нижньонімецької мови з східно середньо німецькими діалектами (і з великим впливом останніх), може бути розглянутий як регіолект (подібно рейнландскому), але традиційно іменується діалектом. Також один діалект може бути розбитий на два ідіома, причому один залишається діалектом у своєму буденному розумінні, а другий виділяється в контактний мову, креол чи іншу різновид. Прикладами таких діалектів можуть служити пфальцький і пенсільвансько-німецький, хунсрюкський німецький і хунсрюкський в Бразилії, нижньопруський діалекти і платська німецька мова менонітів Росії.

### Діалектні зони німецької мови
Структура німецьких діалектів, описувана ще першими діалектологами, навряд чи може бути справедлива на сьогоднішній день. Діалектна обстановка постійно змінюється, одні діалекти асимілюють інші, що провокує постійні зрушення на діалектологічної карти (саме з початком складання атласів і відходу від суто анкетних методів ця ідея взяла гору у діалектології).
Весь німецькомовний простір входить до західнонімецького діалектного континууму, куди також входить і нідерландська мова. З останнім німецька мова має тісні історичні зв'язки. На півночі Німеччини, вище ізоглоси maken/machen, поширені нижньонімецькі діалекти, які включають нижньофранкські, нижньосаксонські і східно нижньонімецькими діалектні групи. Перші дві зустрічаються як у Нідерландах, так і в Німеччині. Південніше лінії maken/machen лежати верхньонімецькі діалекти, які зазнали другої перебії приголосних. В їх число входять південнонімецькі діалекти, що включають швабско-алеманську, баварську і верхньофранкську діалектні групи, а також середньонімецькі діалекти, в числі яких гессенські, середньофранкські, тюринзькі, сілезькі, лужицькі, берлінсько-бранденбурзькі діалекти.

## Побутово-розмовна мова
Побутово-розмовна німецька мова — досить складне соціолінгвістичне явище, визначення якого досі є предметом запеклих суперечок мовознавців і соціолінгвістів. У загальному сенсі побутово-розмовна мова є чимось середнім між діалектами і літературною мовою. А. В. Домашнєва виділяє п'ять видів побутово-розмовної мови: локальні розмовні форми; форми, близькі до діалектів; міські побутово-розмовні мови; літературний побутово-розмовна мова; діалекти. Найбільший інтерес серед них представляють перші чотири, так як діалекти володіють більшою самостійністю.